# آن پری
آن پری (انگلیسی: Anne Perry؛ زاده‌شده به نام ژولیت ماریون هولم؛ ۲۸ اکتبر ۱۹۳۸ ‏- درگذشته ۱۰ آوریل ۲۰۲۳) نویسندهٔ تاریخی معمایی انگلستانی بود. بیشتر بخاطر مجموعه‌های توماس پیت و ویلیام مونک شناخته شده‌است. در سال ۱۹۵۴ و در سن پانزده سالگی، او در قتل مادر دوستش محکوم شد. او پس از گذراندن پنج سال حبس، نام خود را تغییر داد.
وی همچنین برندهٔ جوایزی همچون جایزه ادگار شده‌است.

## مرگ
او در دسامبر ۲۰۲۲ دچار حمله قلبی شد و در ۱۰ آوریل ۲۰۲۳ در بیمارستانی در لس آنجلس در سن ۸۴ سالگی درگذشت. آخرین رمان او، دشمن چهارم، یک هفته قبل از مرگش منتشر شد.